# Галиця плодова грушева
Плодова грушева галиця (Contarinia pyrivora Riley) — шкідлива комаха з родини галиць (Cecidomyiidae), ряду двокрилих. Пошкоджує грушу. В Україні поширена в Криму.

## Опис
Комаха виглядає як маленький комарик  довжиною 3-4 міліметри. Має довгі ноги та вусики, забарвлення темно-сіре. Личинки жовтого кольору, безногі, мають веретеноподібний тулуб завдовжки 4 міліметри.

## Екологія
Лялечки зимують в ґрунті на глибині 5-12 сантиметрів. Виліт імаго відбувається навесні під час відокремлення бутонів груші.  Дорослі комахи  відкладають яйця в бутони. Зазвичай в один бутон самка відкладає 20 і більше яєць. Личинки виходять з яєць за 4-6 днів. Вони проникають у зав'язь, де розвиваються і живляться протягом 30-40 днів. У липні личинки полишають плоди, падають на землю і заляльковуються в ґрунті. Грушева плодова галиця завдає своєрідні пошкодження зав'язі груші. В перші дні пошкоджені зав'язі дуже швидко розвиваються, збільшуються у розмірі і помітно випереджають своїм ростом здорову зав'язь. Однка всередині пошкоджені плоди повністю виїдені личинками. Після виходу личинок плоди буріють, розтріскуються, зморщуються і засихають. В окремих випадках галиця може знищити до половини плодів. 